# Колкент
Колке́нт (каз. Көлкент) — село у складі Сайрамського району Туркестанської області Казахстану. Адміністративний центр Колкентського сільського округу.
До 2000 року село називалось Кизилкішлак.
Населення — 10200 осіб (2021; 7113 у 2009, 5235 у 1999, 3751 у 1989).